# El millor (pel·lícula de 1964)
El millor (títol original: The Best Man) és una pel·lícula estatunidenca dirigida per Franklin J. Schaffner, estrenada el 1964. Està doblada al català.

## Argument
Pel·lícula sobre la campanya electoral a la presidència dels Estats Units de dos candidats antagònics i els seus respectius equips.

## Repartiment
- Henry Fonda: William Russell
- Cliff Robertson: Joe Cantwell
- Edie Adams: Mabel Cantwell
- Margaret Leighton: Alice Russell
- Shelley Berman: Sheldon Bascomb
- Lee Tracy: President Art Hockstader
- Ann Sothern: Sue Ellen Gamadge
- Gene Raymond: Don Cantwell
- Kevin McCarthy: Dick Jensen
- Mahalia Jackson: Ella mateixa
- Howard K. Smith: Ell mateix
- John Henry Faulk: Gov. T.T. Claypoole
- Richard Arlen: Sen. Oscar Anderson
- George Furth: Tom
- William Henry (no surt als crèdits): un periodista

## Premis i nominacions

### Nominacions
- 1965: Oscar al millor actor secundari per Lee Tracy
- 1965: Globus d'Or al millor actor secundari per Lee Tracy
- 1965: Globus d'Or a la millor actriu secundària per Ann Sothern